# Orignolles
Orignolles is een gemeente in het Franse departement Charente-Maritime (regio Nouvelle-Aquitaine) en telt 615 inwoners (2004). De plaats maakt deel uit van het arrondissement Jonzac.

## Geografie
De oppervlakte van Orignolles bedraagt 13,6 km², de bevolkingsdichtheid is 45,2 inwoners per km².
De onderstaande kaart toont de ligging van Orignolles met de belangrijkste infrastructuur en aangrenzende gemeenten.

## Demografie
Onderstaande figuur toont het verloop van het inwonertal (bron: INSEE-tellingen).

## Galerij

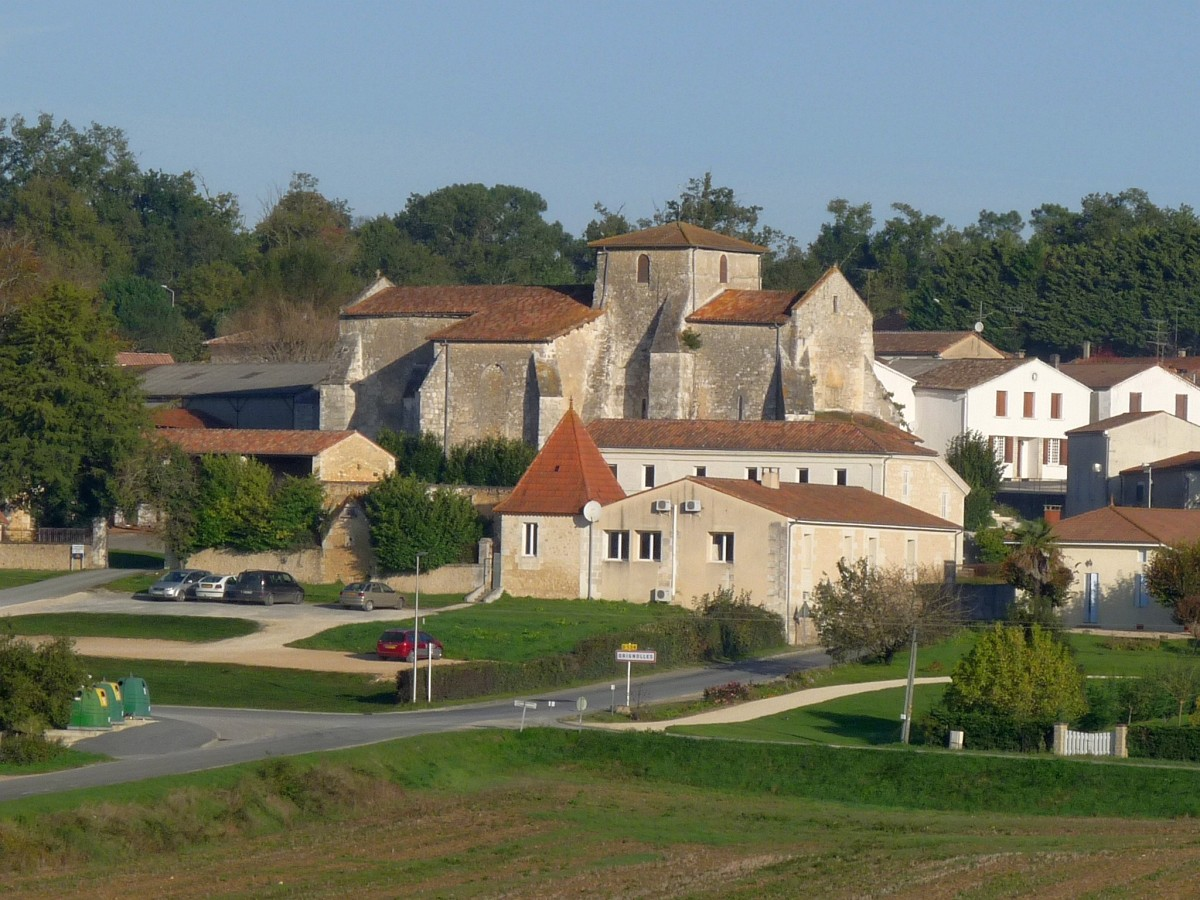
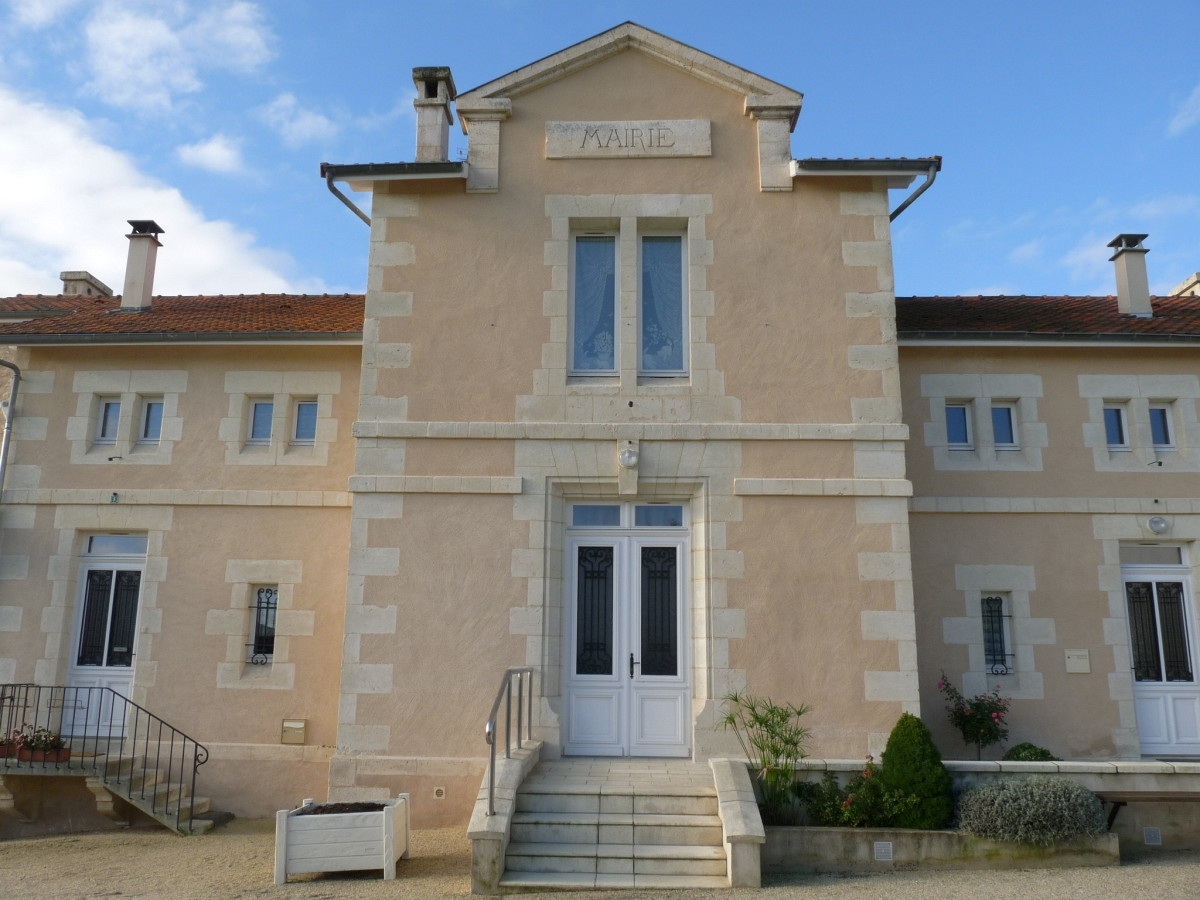
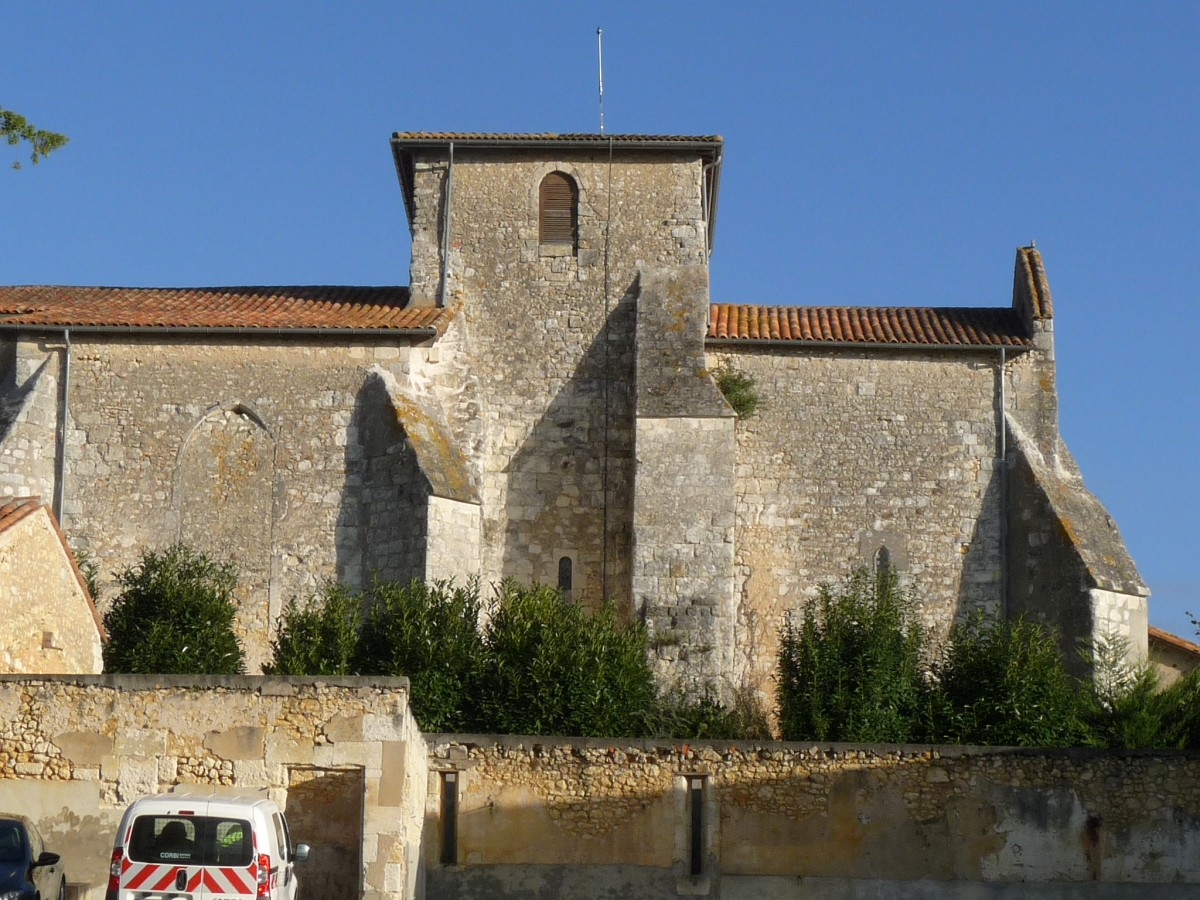
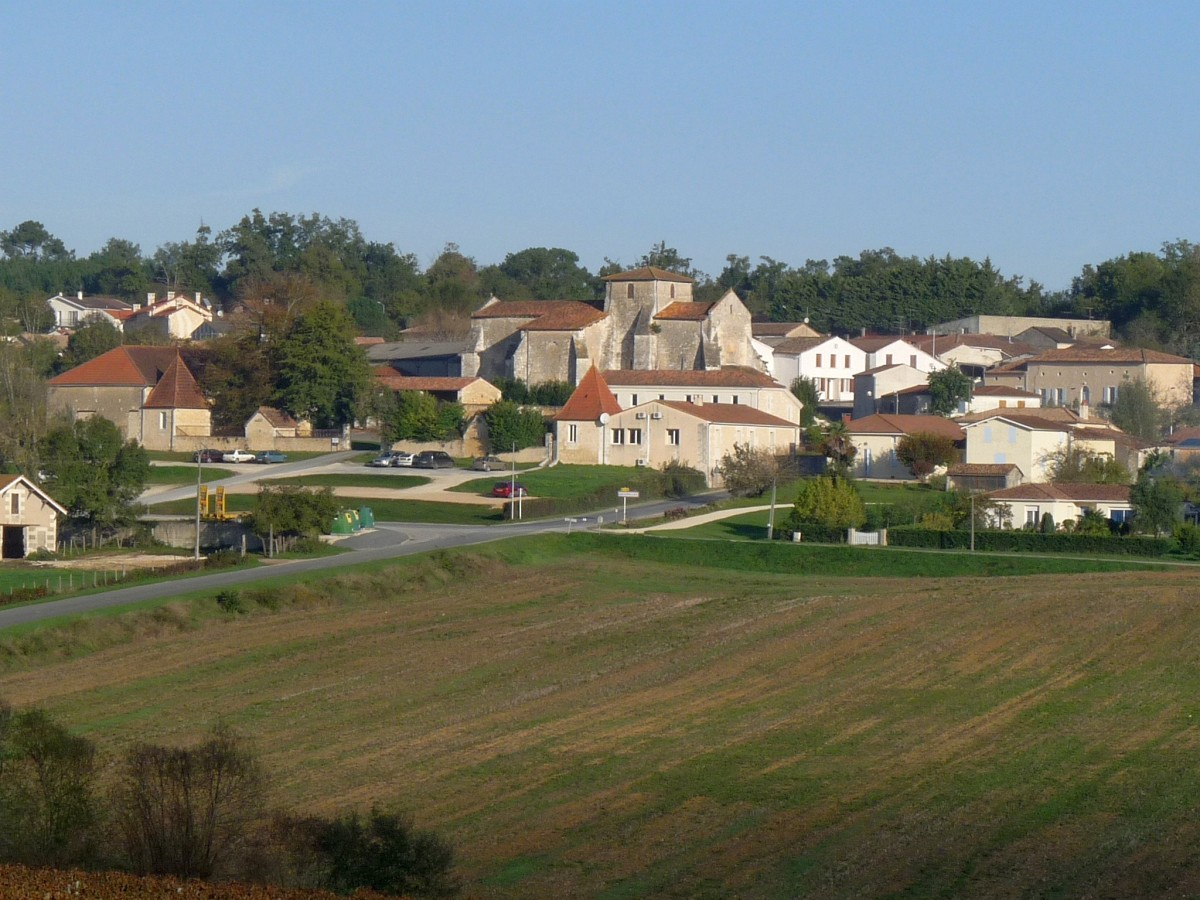